# Chartar
Chartar (armeniska: Ճարտար; azerbajdzjanska: Çartar) är en ort i Azerbajdzjan.   Den ligger i distriktet Xocavənd Rayonu, i den centrala delen av landet, 250 km väster om huvudstaden Baku. Güneyçartar ligger 780 meter över havet och antalet invånare är 2 213.
Terrängen runt Güneyçartar är kuperad, och sluttar österut. Runt Güneyçartar är det ganska tätbefolkat, med 52 invånare per kvadratkilometer.. Närmaste större samhälle är Müşkapat, 3,5 km nordväst om Güneyçartar. 
Trakten runt Güneyçartar består till största delen av jordbruksmark.